# Aphelolpium scitulum
Espèce
Aphelolpium scitulum est une espèce de pseudoscorpions de la famille des Hesperolpiidae.

## Distribution
Cette espèce est endémique des Antilles. Elle se rencontre en Jamaïque, à Sainte-Croix, à Antigua, à Barbuda, à Anguilla, à Niévès, à Saba, à Saint-Eustache, à Saint-Barthélemy et à Saint-Martin,.

## Publication originale
- Hoff, 1964 : The pseudoscorpions of Jamaica. Part 3. The suborder Diplosphyronida. Bulletin of the Institute of Jamaica, Science Series, vol. 10, no 3, p. 1-47.